# Domkirche St. Erich

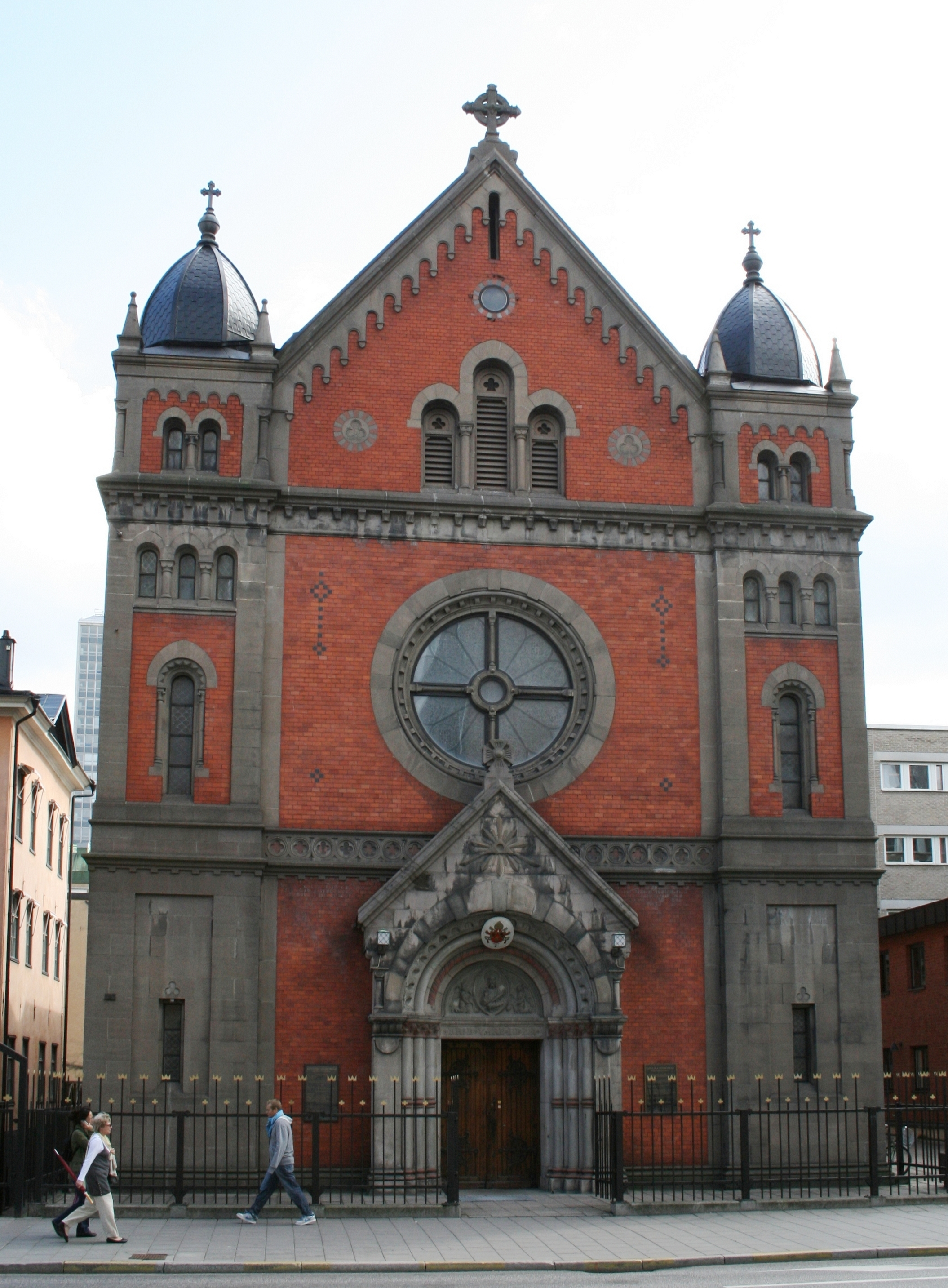
Domkirche St. Erich, Portalfront

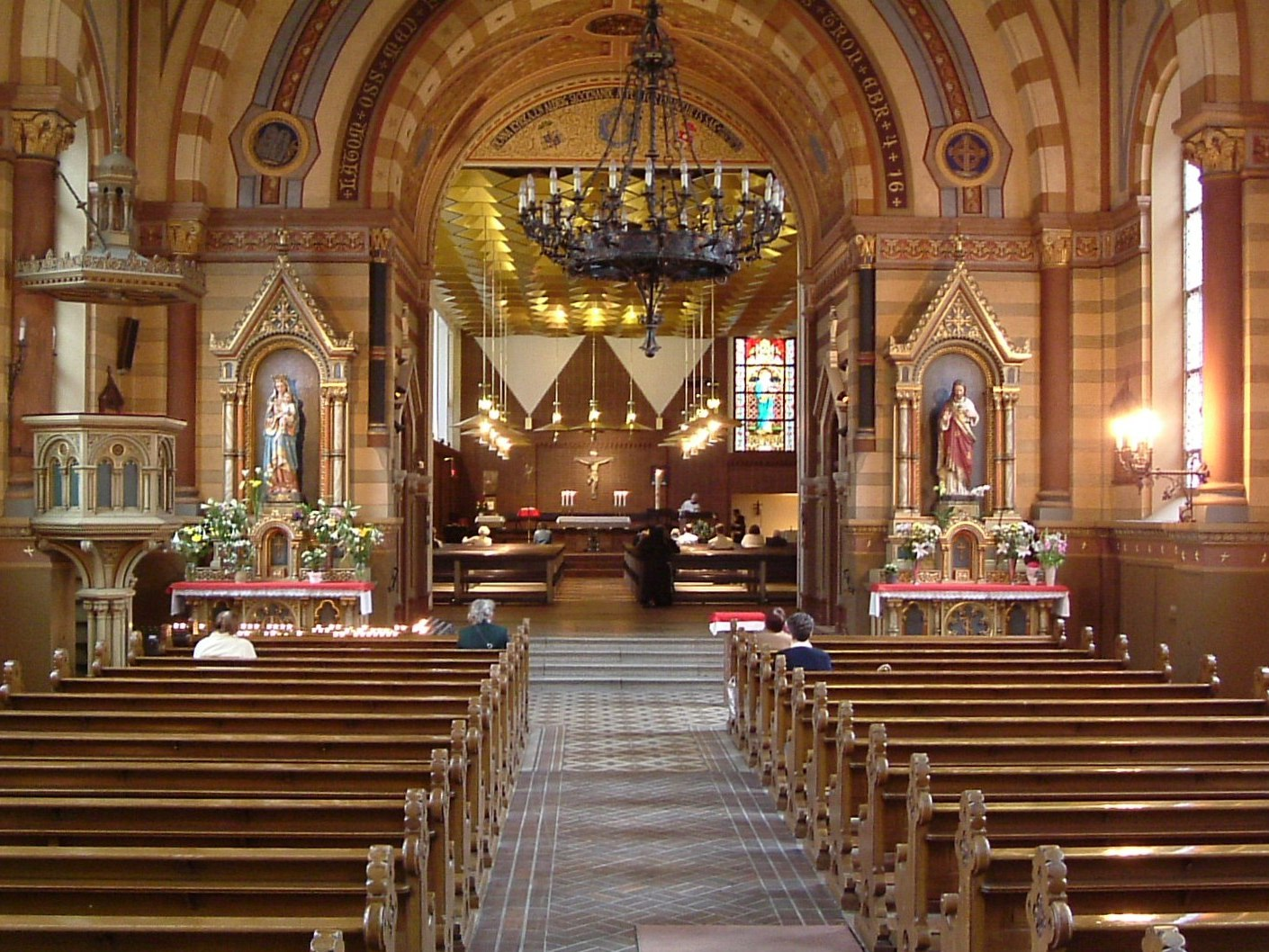
Innenansicht

Die Domkirche St. Erich (schwed. Sankt Eriks katolska domkyrka) ist die Kathedrale des römisch-katholischen Bistums Stockholm im Stadtbezirk Södermalm der schwedischen Hauptstadt Stockholm. Die Kathedrale besteht aus einer neuromanischen Kirche von 1892 und einem daran angefügten Neubau von 1983. Wie die historische, heute lutherische Metropolitankirche in Uppsala trägt sie das Patrozinium St. Erich nach dem als Heiliger und Märtyrer verehrten König, der im 12. Jahrhundert die Christianisierung Schwedens vollendete.

## Geschichte
Nach der Errichtung der lutherischen schwedischen Staatskirche im 16. Jahrhundert bestand für andere Religionsgemeinschaften ein strenges Gottesdienstverbot, das nur allmählich und schrittweise gelockert wurde. 1781 wurde den katholischen Ausländern die freie Religionsausübung und die katholische Erziehung ihrer Kinder gestattet. 1783 löste der Heilige Stuhl das Gebiet Schwedens als eigenständiges Vikariat aus dem Apostolischen Vikariat des Nordens. Nach verschiedenen Anfängen, darunter der Vorgängerbau der heutigen St.-Eugenia-Kirche (1837), konnte 1892 die Pfarrkirche St. Erich geweiht werden, wo auch der Apostolische Vikar (von 1885 bis 1923 Albert Bitter) seinen Sitz nahm. Aber erst 1953 wurde das Bistum Stockholm gegründet und St. Erich zur Kathedrale erhoben.
In den folgenden Jahrzehnten brachte die Zuwanderung ausländischer Katholiken den katholischen Gemeinden in Schweden starken Zuwachs, unter anderem durch tausende katholischer Flüchtlinge aus den Konzentrationslagern der Nationalsozialisten, Katholiken aus den baltischen Staaten, welche vor der Sowjetisierung flohen, rund 6000 nach Schweden emigrierte Sudetendeutsche und auch katholische Ungarn nach dem Aufstand von 1956. Auch die Bischofskirche genügte den Anforderungen nicht mehr. Der erste Bischof seit der Reformation, Johann Evangelist Müller, wurde 1965 im Dom bestattet. 1976 begann der Um- und Ausbau des Klerus- und Schwesternhauses. Ein Landverkauf lieferte schließlich den finanziellen Grundstock für den Erweiterungsbau der Kirche. Weitere bedeutende Mittel kamen vom deutschen Bonifatiuswerk. Der Neubau wurde von Hans Westman und Ylva Lenormand entworfen und am 25. März 1983 geweiht.

## Architektur
Die alte St.-Erichs-Kirche zeigt in der Rückwendung zu romanischen und byzantinischen Formen die Stilmerkmale des späten 19. Jahrhunderts. Die äußere Erscheinung ist bewusst bescheiden gehalten. Die Fassade unterscheidet sich von einem großbürgerlichen Wohnhaus der Zeit hauptsächlich durch das säulengerahmte Portal mit Tympanon und Wimperg und durch zwei kleine flankierende Turmhelme, die von dem kreuzbekrönten Giebel überragt werden. 
Die neuromanische Ausstattung ist original erhalten und zeigt in Farbigkeit, Ornamentik und Figurengestaltung den Geschmack ihrer Zeit. Chor und Apsis der alten Kirche wurden beim Neubau aufgebrochen, so dass der alte und der moderne Teil zusammen, aber auch getrennt genutzt werden können.
Der moderne Teil der Kathedrale ist integriert in ein multifunktionales Pfarr- und Diözesanzentrum. Der quaderförmige Bau mit Flachdach trägt einen 27 Meter hohen, leicht und aufstrebend wirkenden Glockenturm aus Sichtbeton. Die Raumstruktur im Inneren ist je nach Anlass variabel. Hans Westman gestaltete eine die Akustik regulierende Kassettendecke, die Bänke und weitere Ausstattungsstücke. Die Beleuchtungskörper schuf Peter Celsing.